# Lepturopsis dolorosa
Lepturopsis dolorosa là một loài bọ cánh cứng trong họ Cerambycidae.